# Gonomyia hackeri
Gonomyia hackeri är en tvåvingeart som beskrevs av Edwards 1928. Gonomyia hackeri ingår i släktet Gonomyia och familjen småharkrankar. Inga underarter finns listade i Catalogue of Life.